# Кигазытамаково
Кигазытамаково (баш. Ҡыйғаҙытамаҡ) — деревня в Мишкинском районе Башкортостана, входит в состав Мишкинского сельсовета.

## Географическое положение
Расстояние до:
- районного центра (Мишкино): 10 км,
- центра сельсовета (Мишкино): 10 км,
- ближайшей ж/д станции (Загородная): 112 км.

## Этимология
Название «Кигазытамак» образовано от гидронима «Кигазы» и слова «тамак» (устье).

## История
Основана в 1856 году башкирами-вотчинниками Бабичами (ныне Бабичевы), прибывшими из деревни Тартыш Кушнарековского района. Известна как родовое селение Бабичей. Является родиной Мухаматзакира Бабича, отца поэта Шайхзады Бабича. Отсюда родом Дахи Бабичев, отец народной артистки Республики Башкортостан и заслуженной артистки России Танчулпан Бабичевой. Также в Кигазытамаке родился известный башкирский писатель Кирей Мэргэн.
До 2008 года входила в состав Ленинского сельсовета.

## Население
| 2002 | 2009 | 2010 |
| ---- | ---- | ---- |
| 228  | ↘204 | ↘184 |

Национальный состав
Согласно переписи 2002 года, преобладающая национальность — башкиры (97 %). По сведениям 1870 года население составляли только мещеряки

## Памятники
- Мемориал со списком погибших в ВОВ сельчан. Находится во дворе сельского клуба.
- Бюст поэта Шайхзады Бабича. Установлен в сквере музея поэта в 2006 году.

## Религия
В деревне есть мечеть.

## Известные уроженцы
- Кирей Мэргэн (11 июля 1912 — 24 января 1984) — башкирский писатель, учёный-фольклорист, литературовед, доктор филологических наук (1963), профессор (1965)[8][9].
- Фаизов, Фануз Фаизович (22 июня 1935 — 15 ноября 2009) — бурильщик Краснохолмского управления буровых работ производственного объединения «Башнефть», Герой Социалистического Труда (1981)[10][11].